# Larochette
Pour les articles homonymes, voir La Rochette.
Larochette (en luxembourgeois : Fiels  et en allemand : Fels) est une localité luxembourgeoise et le chef-lieu de la commune portant le même nom située dans le canton de Mersch.

## Géographie
Larochette est située sur la rivière Ernz Blanche, un affluent de la Sûre.

## Toponymie
Au cours de son existence, Larochette a changé maintes fois d'appellation : Veilz, Velz, Feltz, Fels, Rupes, Roketa, La Roiche, La Rochette, Larochette. Son nom se rapporte au rocher sur lequel a été édifié le château. Nous découvrons le nom allemand du village dans différents écrits rédigés vers 1320.
Issu du nom latin Rupes (roche, rocher) apparaît alors le nom romantique de Larochette.

## Histoire
La localité est dominée par un château fort en ruines. Construit sur un éperon rocheux que contourne l'Ernz Blanche, le château remonte au XIVe siècle. Un logis et une baille furent insérés respectivement aux XVIIIe et XXe siècles. Le donjon à cinq étages est un bel exemple d'habitation médiévale de la région.
Durant la Seconde Guerre mondiale, le 10 mai 1940, jour du déclenchement de l'invasion du Luxembourg, Larochette est prise par les Allemands de la 10e Panzerdivision qui a pour objectif de traverser la Meuse à Sedan.

## Politique et administration

### Jumelages
La commune de Larochette est jumelée avec :
- Fels am Wagram (Autriche) depuis le 26 juillet 1997.

## Population et société

### Démographie
En 2005, la localité de Larochette, qui se situe au nord-est de la commune, avait une population de 1 359 habitants. D'autres localités existent dans la commune, y compris Ernzen. En 2013, ce sont 2051 habitants. Elle est la localité ayant le plus haut pourcentage de portugais.
L'évolution du nombre d'habitants est connue à travers les recensements de la population effectués dans le pays depuis 1821. Les recensements décennaux de la population permettent de caler les chiffres sur la composition de la population par sexe, âge, nationalité et commune de résidence. Entre deux recensements, la population au 1er janvier de l’année {\displaystyle x} est évaluée en ajoutant à la population au 1er janvier de l’année {\displaystyle x-1} les soldes naturel (naissances {\displaystyle -} décès) et migratoire (arrivées {\displaystyle -} départs) de l'année. La même méthode est appliquée pour la répartition par âge au 1er janvier et les effectifs totaux par nationalité. Depuis le 1er septembre 2023, le Luxembourg dénombre 100 communes.
Au 1er janvier 2024, la commune comptait 2 230 habitants.
| 1821  | 1851  | 1871  | 1880  | 1890  | 1900  | 1910  | 1922  | 1930  |
| ----- | ----- | ----- | ----- | ----- | ----- | ----- | ----- | ----- |
| 1 104 | 1 268 | 1 465 | 1 591 | 1 312 | 1 324 | 1 245 | 1 182 | 1 195 |

| 1935  | 1947  | 1960 | 1970  | 1978  | 1979  | 1981  | 1983  | 1984  |
| ----- | ----- | ---- | ----- | ----- | ----- | ----- | ----- | ----- |
| 1 144 | 1 134 | 958  | 1 137 | 1 272 | 1 271 | 1 280 | 1 290 | 1 290 |

| 1985  | 1986  | 1987  | 1988  | 1989  | 1990  | 1991  | 1992  | 1993  |
| ----- | ----- | ----- | ----- | ----- | ----- | ----- | ----- | ----- |
| 1 310 | 1 350 | 1 370 | 1 374 | 1 393 | 1 437 | 1 288 | 1 346 | 1 348 |

| 1994  | 1995  | 1996  | 1997  | 1998  | 1999  | 2000  | 2001  | 2002  |
| ----- | ----- | ----- | ----- | ----- | ----- | ----- | ----- | ----- |
| 1 400 | 1 418 | 1 409 | 1 416 | 1 437 | 1 464 | 1 504 | 1 742 | 1 791 |

| 2003  | 2004  | 2005  | 2006  | 2007  | 2008  | 2009  | 2010  | 2011  |
| ----- | ----- | ----- | ----- | ----- | ----- | ----- | ----- | ----- |
| 1 797 | 1 795 | 1 790 | 1 790 | 1 882 | 1 978 | 1 977 | 1 969 | 2 012 |

| 2012  | 2013  | 2014  | 2015  | 2016  | 2017  | 2018  | 2019  | 2020  |
| ----- | ----- | ----- | ----- | ----- | ----- | ----- | ----- | ----- |
| 2 023 | 2 051 | 2 094 | 2 122 | 2 101 | 2 162 | 2 146 | 2 152 | 2 194 |

| 2021  | 2022  | 2023  | 2024  | - | - | - | - | - |
| ----- | ----- | ----- | ----- | - | - | - | - | - |
| 2 220 | 2 198 | 2 208 | 2 230 | - | - | - | - | - |

Le graphique qui aurait dû être présenté ici ne peut pas être affiché car il utilise l'ancienne extension Graph, désactivée pour des questions de sécurité. Des indications pour créer un nouveau graphique avec la nouvelle extension Chart sont disponibles ici.

## Culture locale et patrimoine

### Lieux et monuments

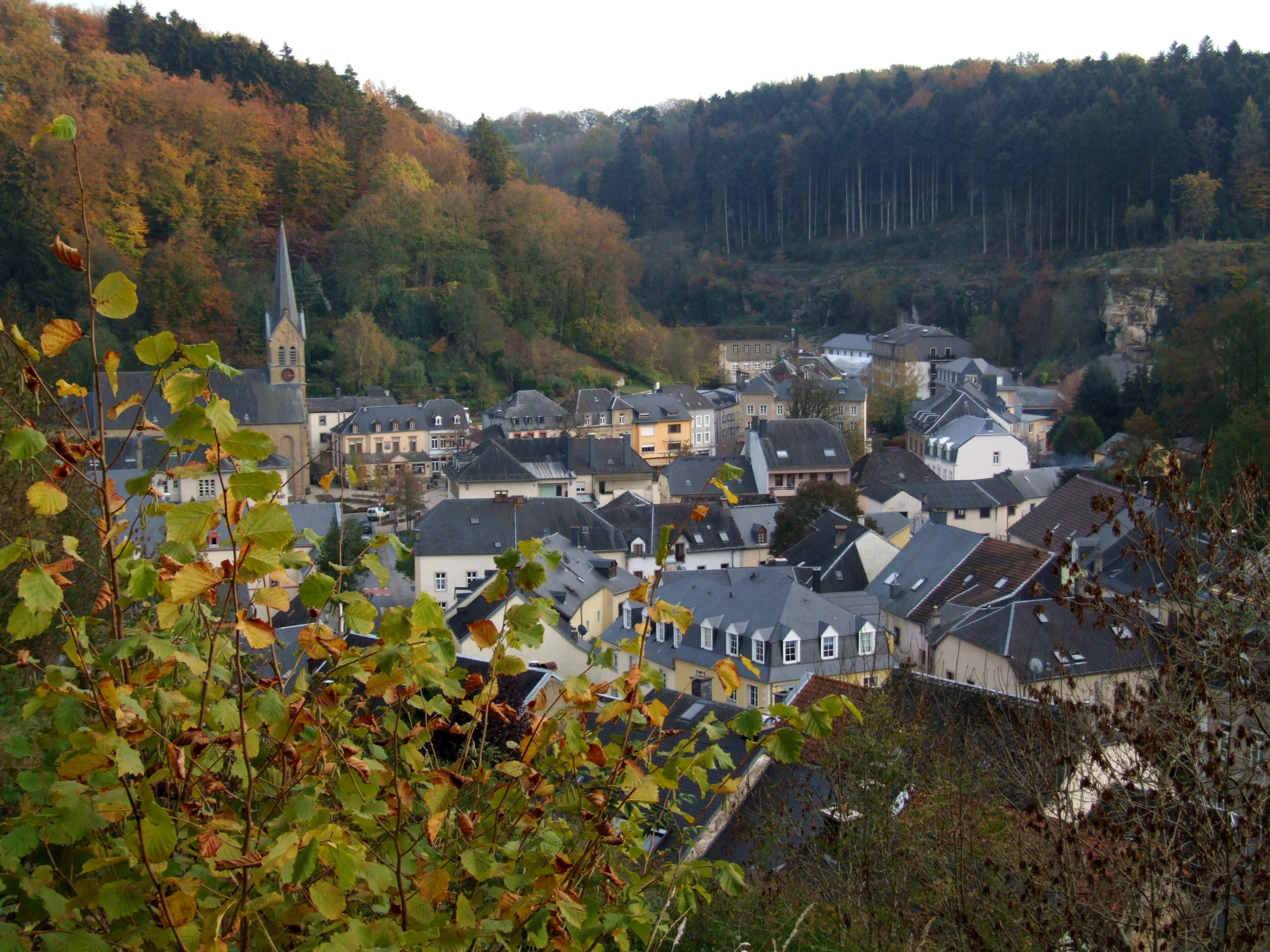
La localité.
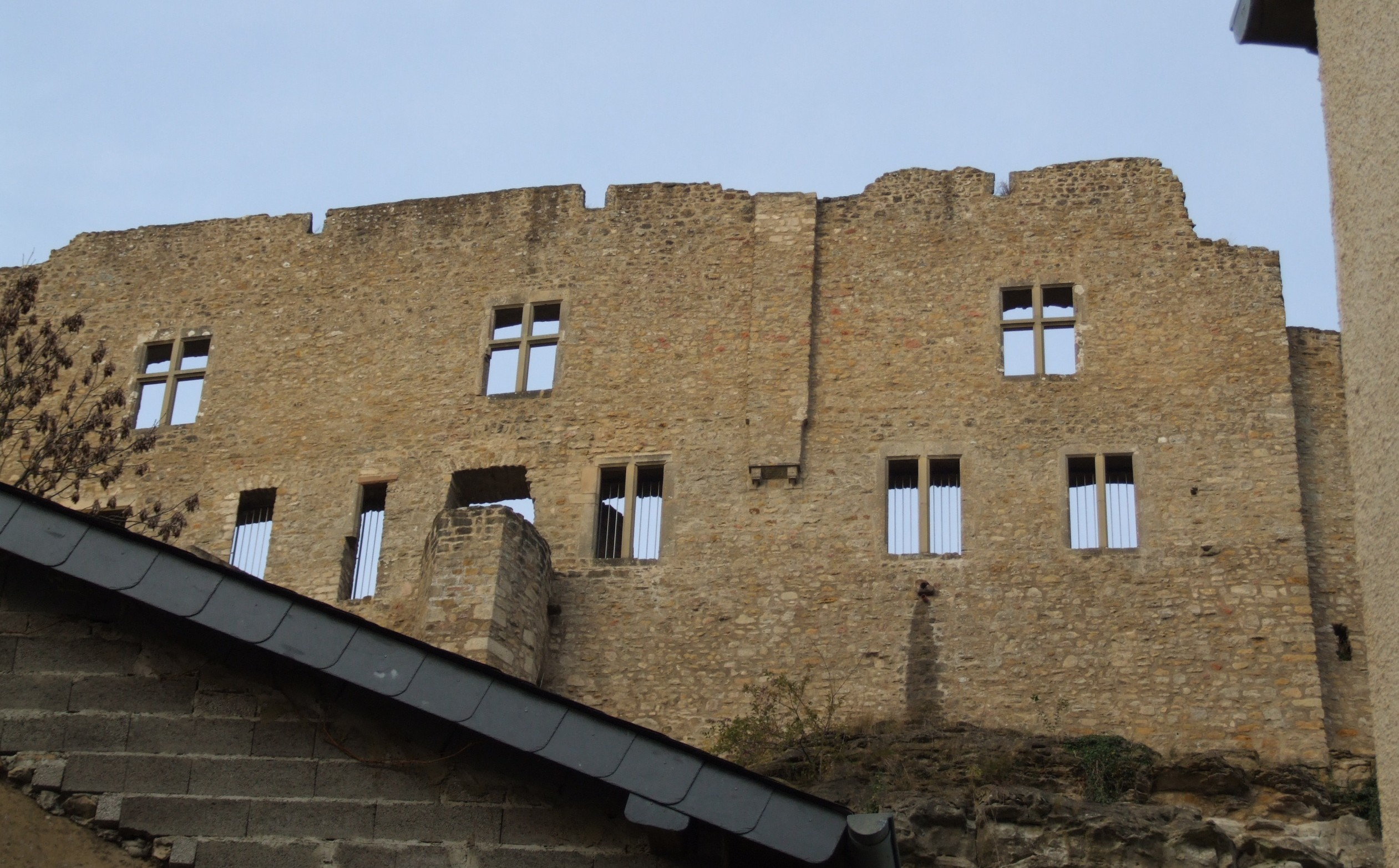
Les ruines du château médiéval.
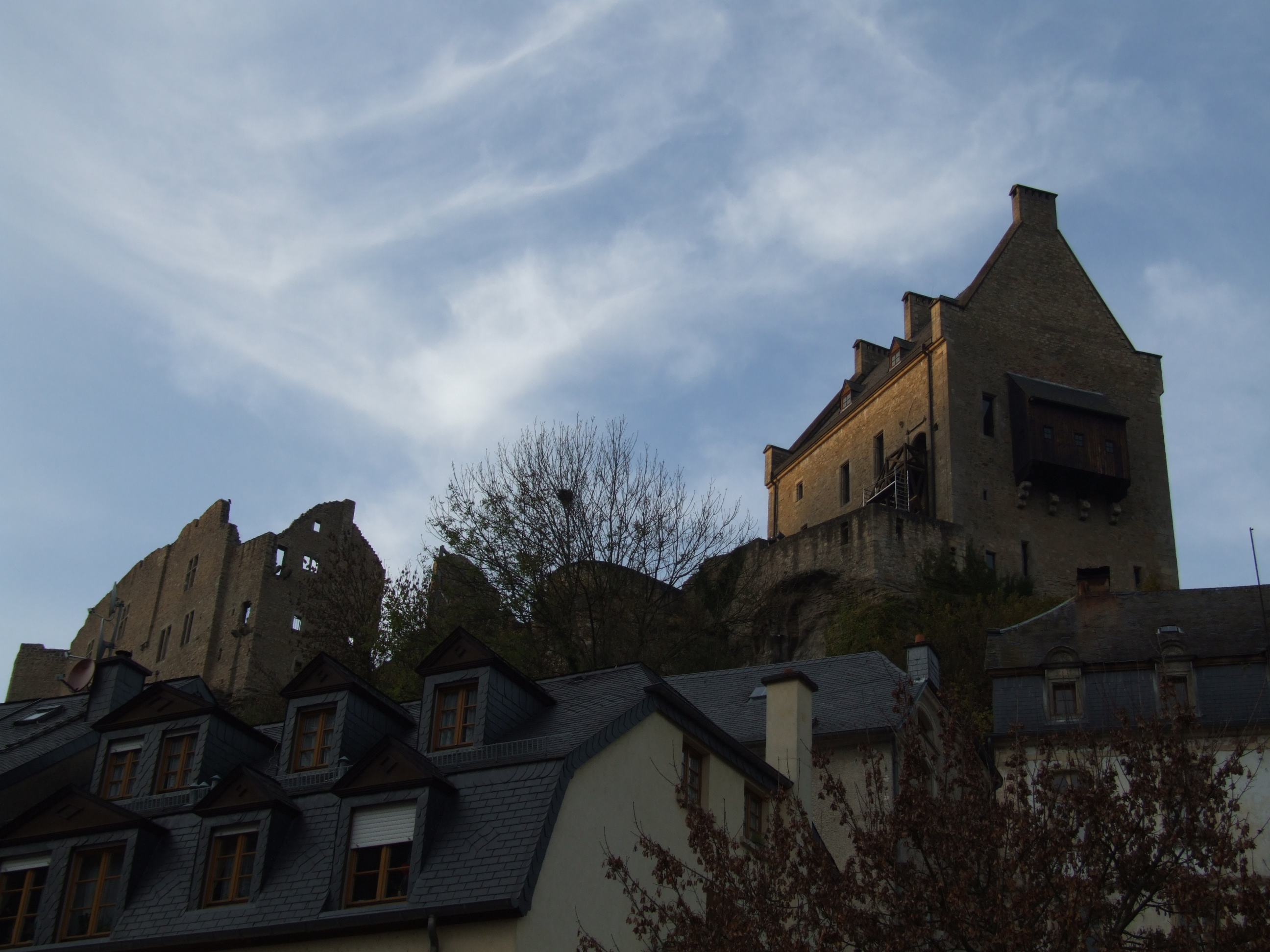
La 'Maison de Créhance' (sur le site du château).
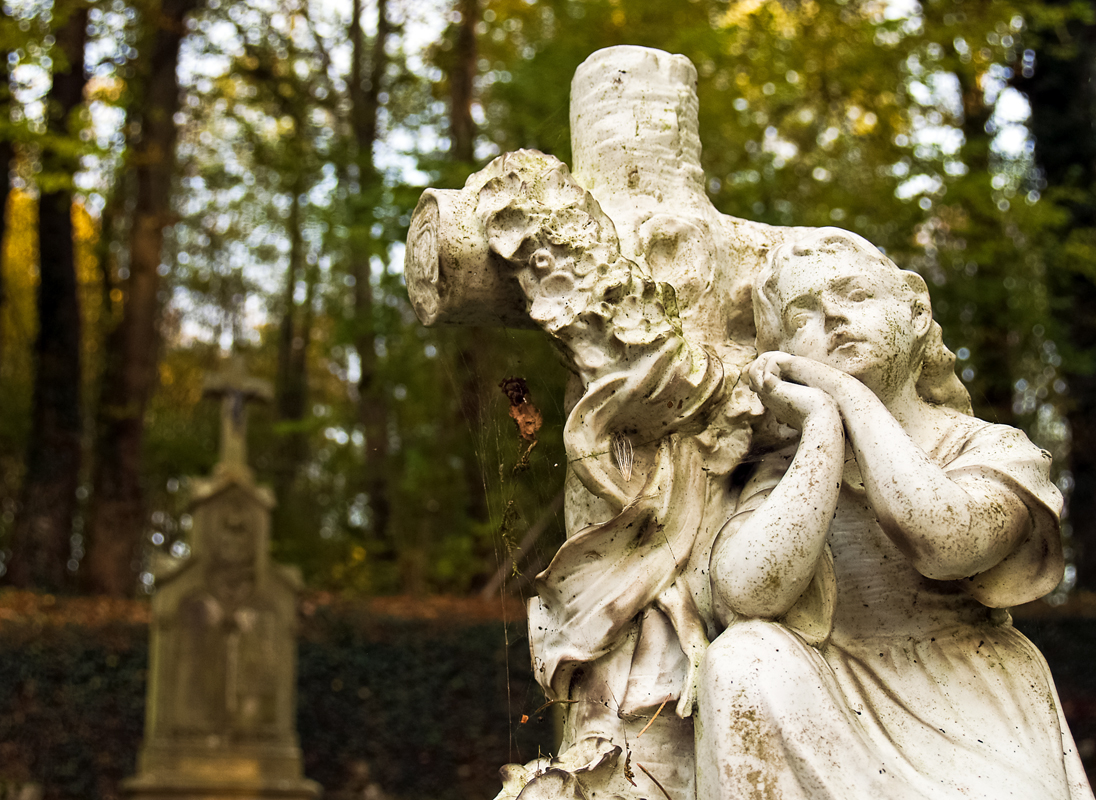
Le cimetière de Meysembourg.

### Personnalité liée à la commune
- Théodore Decker (1851-1930), compositeur de musique chrétienne, de psaumes et de cantiques.

### Héraldique, logotype et devise
| Blason de Larochette | Blason  | De gueules à la tour maçonnée de sable, accostée de deux écussons d'or à la croix ancrée de gueules. |
| Blason de Larochette | Détails | Armoiries de la commune luxembourgeoise de Larochette.                                               |